# Prakash Gurung
Prakash Gurung es músico y cantante nepalí. Gracias a sus amigos en su primera infancia cuando jugaban a ser músicos y cantantes, más adelante tuvo un gran interés por la música. Nació y se crio en Darjeeling, lugar donde consiguió la oportunidad por aprender música de famosos músicos reconocidos como Amber Gurung, Gopal Yonzon, Karma Yonzon y Nari Kazi. Además, se dedicó por colaborar al cantautor Narayan Gopal, mientras iniciaba sus primeras actuaciones en vivo en su natal Darjeeling.
| Canción             | Cantante                          | Género       |
| ------------------- | --------------------------------- | ------------ |
| Binti Chha Hai      | Prakash Gurung                    | Aadhunik     |
| Chori Deu Chori Deu | Udit Narayan Kavita Krishnamurthy | Movie        |
| Ma Samjhanthe       | Om Bikram Bista                   | Aadhunik-Pop |
| Soon Chaandi Bhanda | Sukmit Gurung Om Bikram Bista     |              |